# Artés d'Asson
Artés d'Asson (Artés d'Asson en occità, Arthez-d'Asson en francès) és una comuna occitana situada al Bearn, al departament francès dels Pirineus Atlàntics, a la regió de la Nova Aquitània. Aquest petit nucli està situat al cor de la Vall de l'Ouzom, als contraforts de la serralada dels Pirineus i a pocs quilòmetres de la ciutat de Lorda.
A Artés d'Asson hi arriba la carretera departemental 126.

## Hidrografia
El riu Ouzom, afluent de la Gave de Pau, i els seus afluents (les rieres de Gerse, Turonet i de Touet), atravessen la comuna.
Un afluent del Béez, el rierol la Topieta, també passa per Artés d'Asson.

## Altres llocs de la comuna
- Barri de Les Öules
- Le bourg
- Barri de Garrenòt
- Barri de Serres-Marines
- Chourettes
- Lo pont deu Molin (Le pont du Moulin)

### Comunes que hi limiten
- Brutges-Capbís-Mieihaget al nord-oest
- Asson, territori de la qual envolta el d'Artés d'Asson.

## Toponímia
El mot Asson apareix amb la forma Saint-Paul d'Asson al mapa de Cassini del segle xviii.

## Història
Pau Raimond diu que la comuna fou creada el 1749 per la unió dels llogarrets d'Arthez-deçà i d'Arthez-delà, segregats de la comuna d'Asson.

## Demografia
| Evolució de la població |      |       |       |       |       |       |       |       |
| 1793                    | 1800 | 1806  | 1821  | 1831  | 1836  | 1841  | 1846  | 1851  |
| 1 102                   | 977  | 1 011 | 1 148 | 1 372 | 1 320 | 1 380 | 1 313 | 1 279 |

| 1856  | 1861  | 1866  | 1872  | 1876  | 1881  | 1886  | 1891  | 1896  |
| ----- | ----- | ----- | ----- | ----- | ----- | ----- | ----- | ----- |
| 1 275 | 1 220 | 1 243 | 1 043 | 1 075 | 1 042 | 1 183 | 1 137 | 1 152 |

| 1901  | 1906  | 1911  | 1921 | 1926 | 1931 | 1936 | 1946 | 1954 |
| ----- | ----- | ----- | ---- | ---- | ---- | ---- | ---- | ---- |
| 1 116 | 1 162 | 1 179 | 893  | 874  | 850  | 785  | 687  | 621  |

| 1962 | 1968 | 1975 | 1982 | 1990 | 1999 | 2006 | 2011 | 2016 |
| ---- | ---- | ---- | ---- | ---- | ---- | ---- | ---- | ---- |
| 581  | 538  | 510  | 478  | 466  | 508  | -    | -    | -    |

| 2019 | - | - | - | - | - | - | - | - |
| ---- | - | - | - | - | - | - | - | - |
| -    | - | - | - | - | - | - | - | - |

Artés d'Asson forma part de l'àrea urbana de Pau.

## Cultura i patrimoni

### Patrimoni civil
- Antiga línia ferroviària que transportava el mineral de la mina de Baburet
- Antiga forja d'Asson.
- Grup de cantaires bearnesos d'Artés d'Asson creat fa 30 anys Los de l'Ouzom

### Patrimoni religiós
- L'església de Sant Pau[3] construïda entre 1906 i 1908.

## Personalitats relacionades amb la comuna
nascuts el segle xviii
- Jean-Paul d'Angosse, nascut el 1732 a Lenveja i mort el 1798 a Artés d'Asson. Fou militar, mestre de forja i polític;
- Armand d'Angosse, nascut el 1776 a Artés d'Asson i mort el 1852 a Corbèras-Avera. Fou un polític francès i mestre de forja;
- Charles d'Angosse, nascut el 1774 a Artés d'Asson i mort el 1835 a París. Fou un mestre de forja, administrador i polític.

nascuts el segle xix
- Jean Espagnolle, nascut el 1828 a Ferrières i mort el 1918 a Artés d'Asson. Fou un home d'església, sacerdot i canonge honorari;
- Henri Bremond, nascut el 1865 a Ais de Provença i mort el 1933 a Artés d'Asson. Fou un home d'església, historiador i crític literari, membre de l'Académie française.